# Terror Twilight
Terror Twilight ist das fünfte und letzte Studioalbum der US-amerikanischen Rockband Pavement. Es erschien
im Juni 1999. Wenige Monate später löste sich die Band auf.

## Hintergrund
Terror Twilight wurde zwischen Juni und Dezember 1998 in den RPM Studios (New York City) und RAK Studios (London) eingespielt. Produziert und abgemischt wurde das Album von Nigel Godrich, der sich durch die Zusammenarbeit mit der britischen Band Radiohead einen Namen machte. Jonny Greenwood, Gitarrist und Keyboarder von Radiohead, spielt auf den Songs Plattform Blues und Billie Mundharmonika. Es ist das einzige Album von Pavement, das keine Kompositionen von Scott Kannberg enthält.
Terror Twilight gilt als das „rundeste“ und am hochwertigsten klingende Studioalbum der Gruppe, was dem Mitwirken Godrichs zugeschrieben wird. Bob Nastanovich nannte es das einzige kohärente Album von Pavement. Stephen Malkmus bezeichnete Terror Twilight rückblickend als „überproduziert“.

„That was a real, classic rock, overproduced, $100,000 record. With that much money you should be able to make something good. We made some things that weren’t as good as they could’ve been. There was a big argument about the order of the songs. No one really cares about this album that much.“

Der Song Carrot Rope war in Großbritannien die erfolgreichste Single der Band. Malkmus mochte seinen „Popsong“ jedoch nicht. Auf der Schallplattenhülle ist er nicht nummeriert, sondern wird lediglich als ...and Carrot Rope aufgeführt. Der Song ist zudem weder auf dem Best-of-Album Quarantine the Past: The Best of Pavement enthalten noch spielte ihn die Band auf der Reunion-Tour 2010.

„Some people might say that “Carrot Rope” is a rather odd way for Pavement to leave the Earth. Terror Twilight had a lot of interesting arguments about sequencing. In the end, one of the members of the band won out, and “Spit on a Stranger” went first and it was front-loaded. And one of the guys that wasn’t in the band that worked on it a lot wasn’t into that order, and he was right probably, but he wasn’t in the band, so….Anyway, I have no idea what’s going on with that song. Just completely absurd. Almost like a show tune.“

Die Idee für den Albumtitel Terror Twilight geht auf Bob Nastanovich zurück und beschreibt die Zeit nach Sonnenuntergang, in der
laut Statistiken die meisten Autounfälle geschehen.
Das Album wurde in den USA von Matador Records und in Großbritannien von Domino Records veröffentlicht. Den Vertrieb in Deutschland übernahm Virgin Records.

## Titelliste
Alle Songs stammen aus der Feder von Stephen Malkmus.
1. Spit on a Stranger – 3:04
2. Folk Jam – 3:34
3. You Are a Light – 3:54
4. Cream of Gold – 3:47
5. Major Leagues – 3:24
6. Platform Blues – 4:42
7. Ann Don’t Cry – 4:09
8. Billie – 3:44
9. Speak, See, Remember – 4:19
10. The Hexx – 5:39
11. Carrot Rope – 3:52

## Rezeption
Das letzte Album von Pavement wurde positiv als reifes Spätwerk einer scheidenden Band rezensiert. Stephen Thomas Erlewine lobte die behutsame Neuausrichtung des „Signatursounds“ und würdigte Terror Twilight als „passenden, bittersüßen Abschied für die beste Band der 90er.“

„Terror Twilight bemüht sich um musikalische Akzente und zeugt von einer Zerrissenheit, die aber keine ist. Denn die einzelnen Extreme ergänzen sich geradezu perfekt. Und dazu trägt ein Mann bei, der weiß, wie großartig-verrückte Platten klingen: Produzent Nigel Godrich (Beck), der mit Jonny Greenwood (Radiohead) auch gleich einen illustren Harmonika-Spieler einbringt. Die Tatsache, dass er eigentlich Gitarrist ist, unterstreicht denn auch die coole Strangeness dieses Albums. Da paaren sich verträumte Popsongs mit skurrilen Folk-Jams, gedankenverhangenen Balladen, Noise-Attacken, Blues-Jams, Psychedelia, dezenten Jazz-Anleihen und, und, und. Immer ein wenig wirr, ein wenig melancholisch und kurz vor der Grenze zur Kommerzialität (die aber nie überschritten wird) sind Pavement heute da, wo Sonic Youth mit Goo waren: Beim Fast-Pop. Überhaupt kommen Pavement ihren New Yorker Seelenverwandten überraschend nahe – sie klingen noch immer wie fünf College-Boys, die nie erwachsen werden.“

„Für „Terror Twilight“ ordnete Godrich alle Spuren in gerade Bahnen – endlich tat das mal einer. Er sprach Malkmus mehr Mut im Gesang zu und rang ihm wohl diverse Versprechen ab: weniger Ironie, lustige Geräusche schön im Hintergrund lassen, und bessere Gitarrensoli spielen. Vielleicht wirkt das Werk deshalb auch wie ein Zwilling von Malkmus’ erstem, nicht weniger großem Solo-Album „Stephen Malkmus“ von 2001. Der Chef hatte sich hier endgültig durchgesetzt. Die fünf Pavement-Musiker, die vor den „Terror Twilight“-Aufnahmen schon an verschiedenen Orten in den USA gelebt haben, müssen geahnt haben, dass ihr fünftes Studioalbum ihr letztes werden könnte, sie danach nicht mehr zusammen kommen.“

„Erst mit Terror Twilight (1999), einer Schichtung ‚schwebender Vokalmelodien über Tempowechseln á la Ringo Starr, Blues Jams mit dem Swing der Groundhogs und klassischer Rock-Anleihen der frühen Siebziger von Don MacLean bis zur James Gang‘ (‚The Hexx‘), war der Schatten einstiger Erfolge endgültig abgeworfen. Die Gruppe, deren Mitglieder inzwischen zum größten Teil nach New York übergesiedelt waren, hatte ihre alte Form wiedergefunden. Das teilweise im Sonic-Youth-Studio produzierte Werk war die gelungene Standortbestimmung einer in die Jahre gekommenen Band, die nicht mehr vor der Tatsache zurückschreckte, dass sie dem Independent-Rock entscheidende Impulse verliehen hatte. ‚Pavement bestehen als die beste Rock Band [sic.] der Neunziger‘, resümierte die Village Voice. Doch das Ende der Neunziger war auch das Ende von Pavement.“

## Farewell Horizontal
Am 11. Januar 2022 kündigte Pavement die Veröffentlichung einer erweiterten Neuauflage von Terror Twilight auf vier LPs und zwei CDs an, die neben einem Remaster des Albums auch 28 bislang unveröffentlichte Songs umfassen wird. Enthalten sind unter anderem Demoaufnahmen, Homerecordings, B-Seiten und Konzertmitschnitte sowie neue Liner Notes. Die digitale und LP-Version des Albums setzen zudem die ursprünglich von Godrich geplante Track-Reihenfolge um. Parallel zur Ankündigung veröffentlichte die Band den Song Be the Hook. Farewell Horizontal erschien am 8. April 2022 im Vorfeld der zweiten Reunion-Tour von Pavement und ist nach Luxe & Reduxe, LA’s Desert Origins, Sordid Sentinels Edition und Nicene Creedence Edition die abschließende Neuveröffentlichung der fünf Studioalben mit Bonusmaterial.
Terror Twilight (Original Nigel Godrich Track Order)
1. Platform Blues – 4:42
2. The Hexx – 5:35
3. You Are a Light – 3:54
4. Cream of Gold – 3:47
5. Ann Don’t Cry – 4:08
6. Billie – 3:45
7. Folk Jam – 3:34
8. Major Leagues – 3:25
9. Carrot Rope – 3:49
10. Shagbag (1) – 1:09
11. Speak, See, Remember – 4:20
12. Spit on a Stranger – 3:03
Stephen Malkmus Demos, Portland, OR, 1998 (Spit on a Stranger EP)
13. The Porpoise and the Hand Grenade – 2:47
14. Rooftop Gambler – 3:22
Louder Than You Think Recordings (Major Leagues EP)
15. Your Time to Change (Scott Kannberg) – 3:10
16. Stub Your Toe (Kannberg) – 2:34
SM Demos (Major Leagues EP)
17. Major Leagues (Demo Version) – 3:08
18. Decouvert de Soleil – 2:07
SM Demos 1998
19. Carrot Rope (SM Demo) – 3:38
20. Folk Jam Moog (SM Demo) – 2:22
21. Billy (SM Demo) – 2:35
22. Terror Twilight (Speak, See, Remember) (SM Demo) – 2:55
23. You Are a Light (SM Demo) – 2:57
Terror Twilight Rehearsal Demos, Rex Ritter’s House, Portland, OR, 1998
24. Cream of Gold Intro (Jessamine) – 0:43
SM Demos 1998
25. Cream of Gold (SM Demo) – 2:49
26. Spit on a Stranger (SM Demo) – 3:08
27. Folk Jam Guitar (SM Demo) – 3:44
Echo Canyon, NYC, October 1998
28. You Are a Light (Echo Canyon) – 5:17
29. Ground Beefheart (Platform Blues) (Echo Canyon) – 4:05
30. Folk Jam (Echo Canyon) – 3:52
31. Ann Don’t Cry (Echo Canyon) (2) – 4:13
32. Jesus in Harlem (Cream of Gold) (Echo Canyon) – 3:57
33. The Porpoise and the Hand Grenade (Echo Canyon) – 3:52
34. Spit on a Stranger (Echo Canyon) – 3:07
RPM Studios, NYC, November 1998
35. Be the Hook – 2:45
Jackpot! Recording Studio, Portland, OR, July 1998
36. You Are a Light (Jackpot!) – 7:50
RPM Studios, NYC, November 1998
37. Terror Twilight (Speak, See, Remember) (RPM) – 3:04
Terror Twilight Rehearsal Demos, Rex Ritter’s House, Portland, OR, 1998
38. Rooftop Gambler (Jessamine) – 2:53
39. For Sale! The Preston School of Industry (Jessamine) (Kannberg) – 3:40
Irving Plaza, NYC, June 17, 1999
40. Frontwards (Live) – 3:17
41. Platform Blues (Live) – 4:38
42. The Hexx (Live) – 5:33
43. You Are a Light (Live) – 3:54
44. Folk Jam (Live) – 5:15
45. Sinister Purpose (Live) (John Fogerty) – 2:37